# Johnny Tremain (roman)
Johnny Tremain est une œuvre de fiction historique écrite en 1943 par Esther Forbes. Elle se déroule à Boston avant et pendant le déclenchement de la Révolution américaine. Destiné aux lecteurs adolescents, les thèmes du roman incluent l'apprentissage, le sacrifice, les droits de l'homme et la tension croissante entre Patriots et Loyalistes à l'approche du conflit. Plusieurs événements historiques sont décrits dans le roman comme la Boston Tea Party, le blocus britannique du port de Boston, la chevauchée de minuit de Paul Revere et les batailles de Lexington et Concord.
La première édition américaine est illustrée par l'artiste Lynd Ward. Le livre remporte la médaille Newbery en 1944 et est considéré comme « l'un des 20 livres pour enfants les plus vendus du 20e siècle ». Selon Publishers Weekly, il est estimé être le 16e livre de poche pour enfants le plus vendu en 2001 aux États-Unis. En 1957, Walt Disney Pictures sort une adaptation cinématographique, également intitulée Johnny Tremain.

## Genèse
Esther Forbes se fait connaître comme romancière spécialisée dans les fictions historiques dans les années 1930. En 1942, elle sort son roman Paul Revere and the World He Lived In. Le roman est la biographie romancée de Paul Revere (1735-1818), orfèvre américain qui fut l'un des dirigeants des Fils de la Liberté. Sa chevauchée nocturne du 18 au 19 avril 1775, quelques heures avant les batailles de Lexington et Concord, l'a rendu célèbre. L’œuvre gagne le Prix Pulitzer d'histoire l'année suivante.
Les recherches réalisées sur cette période de l'histoire américaine pour Paul Revere la pousse à créer Johnny Tremain, orphelin handicapé qui deviendra un héros de la Révolution Américaine. Ce sera le seul roman pour enfants écrit par l'auteur.

## Résumé
23 juillet 1773 : Johnny Tremain est un apprenti de 14 ans prometteur et fier à l'atelier d'orfèvrerie de Boston du vieil Ephraim Lapham. Tout le monde s'attend qu'un jour Johnny épouse la petite-fille de M. Lapham, Cilla, pour garder la boutique au sein de la famille. La boutique reçoit une commande difficile et urgente du riche marchand John Hancock pour fabriquer un plat en argent. Lors de la préparation de la commande, la main de Johnny est gravement brûlée lorsque Dove, un autre apprenti plein de ressentiment envers Johnny, lui donne délibérément un creuset fissuré qui laisse échapper de l'argent en fusion. La main de Johnny est brûlée et paralysée au-delà de toute utilisation, et il ne peut plus être orfèvre. La fierté juvénile de Johnny est anéantie par la blessure. Il est relégué au travail de simple garçon de courses. Il cherche un nouvel emploi qui acceptera sa main estropiée.
Après une série de refus, Johnny est complètement déprimé. En recherche d'emploi, il rencontre dans une imprimerie Rab Silsbee, un jeune typographe qui lui est sympathique. Se souvenant d'un conseil de sa mère morte, Johnny décide de se tourner vers M. Lyte, un riche marchand de Boston. Sa mère lui a dit que M. Lyte et lui étaient liés et qu'en dernier recours, il fallait se tourner vers lui pour obtenir de l'aide. Lyte demande la preuve et Johnny lui montre une coupe en argent avec le blason de la famille Lyte. Lyte dit qu'elle lui a été volée lors d'un cambriolage, et Johnny est accusé du vol et arrêté. Finalement, Johnny est libéré par le tribunal après que Rab ait amené Cilla au tribunal. Elle témoigne que Johnny lui a montré sa coupe avant que le cambriolage n'ait lieu.
Johnny prend un travail de livraison d'un journal hebdomadaire, le Boston Observer. L'Observer est une publication Whig, et Johnny est introduit dans le monde plus large de la politique pré-révolutionnaire de Boston par Rab. Johnny apprend à monter et à s'occuper de Goblin, un beau cheval capricieux utilisé pour faire des livraisons. Il emménage avec Rab dans le grenier de la boutique du journal.

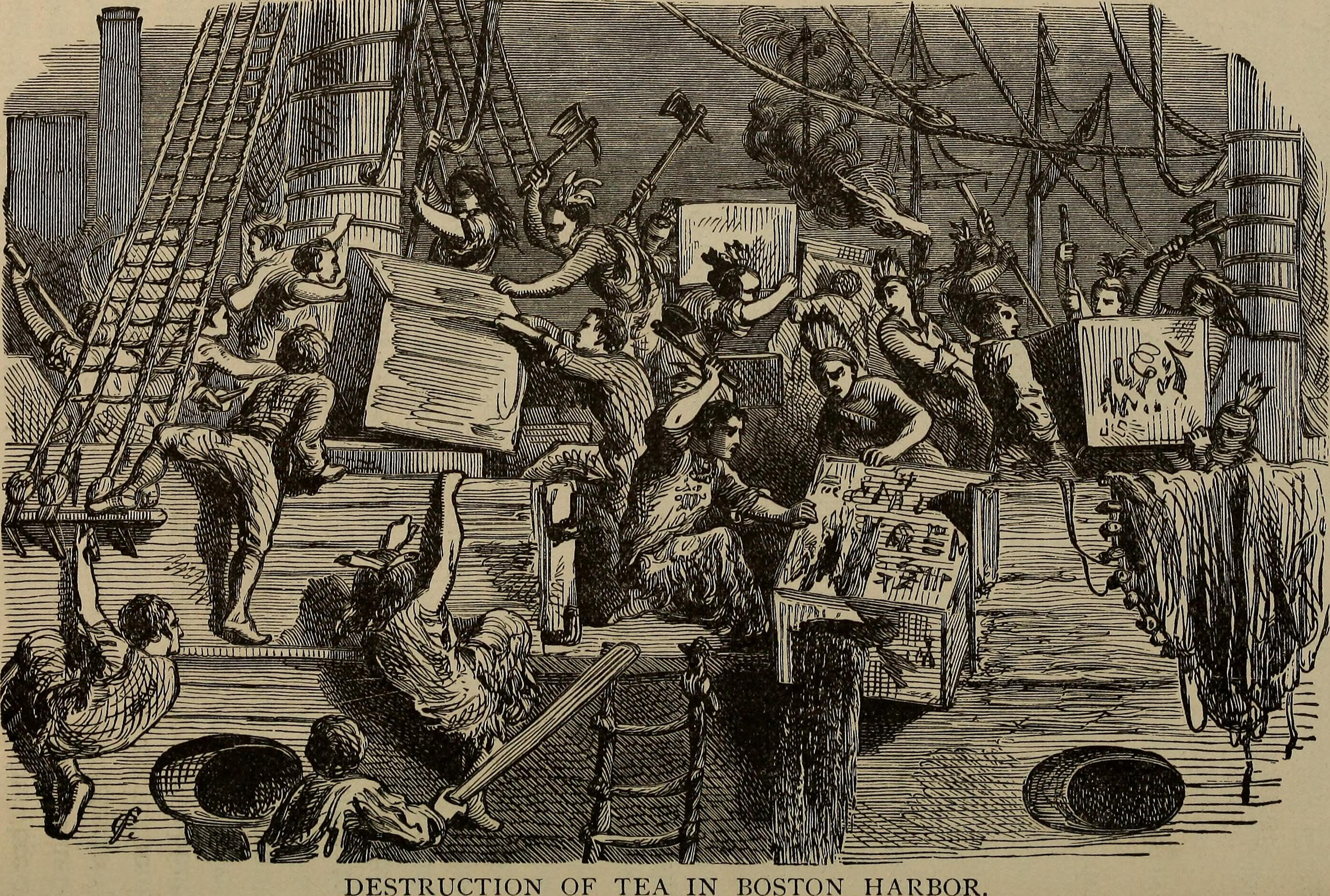
Destruction du thé dans le port de Boston le 16 décembre 1773, (Boston Tea Party).

Alors que les mois passent et que la tension entre Whigs et Tories monte, Johnny devient un Whig dévoué. Il mûrit et réévalue de nombreuses relations personnelles, y compris celle avec Cilla, qui devient une amie de confiance et une collègue Whig. Johnny et Rab participent à la Boston Tea Party, au cours de laquelle des colons patriotes jettent une cargaison de thé dans le port plutôt que de permettre au propriétaire du navire de décharger le thé et de payer une taxe imposée par le Parlement sans le consentement du peuple des colonies américaines britanniques. En représailles, la Grande-Bretagne envoie une armée de Tuniques rouges pour occuper Boston et ferme le port, infligeant des difficultés aux habitants de cette ville commerçante. Rab décide de quitter l'Observer et de devenir soldat, emportant avec lui un mousquet que Johnny a acquis pour lui. À la fin du livre, Johnny rencontre et s'entretient brièvement avec son ami une dernière fois : Face aux Britanniques, Rab est mortellement blessé au combat. N'ayant plus besoin du mousquet, Rab le rend à Johnny avec un sourire stoïque. Un médecin Patriot propose d'effectuer une intervention chirurgicale pour réparer la main de Johnny afin qu'il puisse tirer avec l'arme contre les Tuniques rouges, et l'histoire se termine avec l'acceptation de l'offre par Johnny.

## Personnages
Le roman présente à la fois des personnages fictifs et historiques.

### Personnages principaux fictifs
- Johnny Tremain : Protagoniste du récit. Né Jonathan Lyte Tremain dans un couvent en France, il est un jeune adolescent sympathique mais arrogant. Doué en orfèvrerie, il signe un contrat d'apprentissage de sept ans, à l'âge de 12 ans, auprès d'Ephraim Lapham. Mais, en raison d'une grave blessure à sa main droite, il est forcé de chercher une nouvelle voie.
- Rab Silsbee : premier véritable ami de Johnny. Il a deux ans de plus que Johnny, plus grand et plus mature. Plein de ressources et brave, il est particulièrement admiré par Johnny. Il ne se soucie pas de la main estropiée de celui-ci. Il l'introduit à la politique de Boston, où il est membre des Fils de la Liberté. Il traite Cilla avec gentillesse, mais taquine surtout Johnny. Rab est un Silsbee, connu pour sa réserve digne, mais fervent Patriot. Rab s'entraîne avec les Minutemen de Lexington et participa à la bataille de Lexington où il est mortellement blessé.
- Priscilla "Cilla" Lapham : Priscilla Lapham est légèrement plus jeune que Johnny. Contrairement à ses sœurs aînées, elle est menue et d'une beauté épanouie. Avant l'accident de Johnny, il était prévu qu'elle l'épouse. Avec le temps, Cilla et Johnny développent un véritable amour l'un pour l'autre. Elle est la troisième fille de Me Lapham.

### Personnages historiques
- Samuel Adams : Leader politique des forces révolutionnaires. Il a écrit de nombreuses brochures incitant et inspirant la révolution.
- John Hancock : L'un des hommes les plus riches de Boston et un chef des Whigs. La main de Johnny est mutilée en lui fabriquant un bassin en argent.
- Docteur Joseph Warren : Un des chefs des Whigs à Boston. À l'apogée du roman, on le voit se préparer à opérer le tissu cicatriciel de la main mutilée de Johnny. Il est sous-entendu que l'opération sera un succès, permettant à Johnny de s'enrôler dans l'armée rebelle.

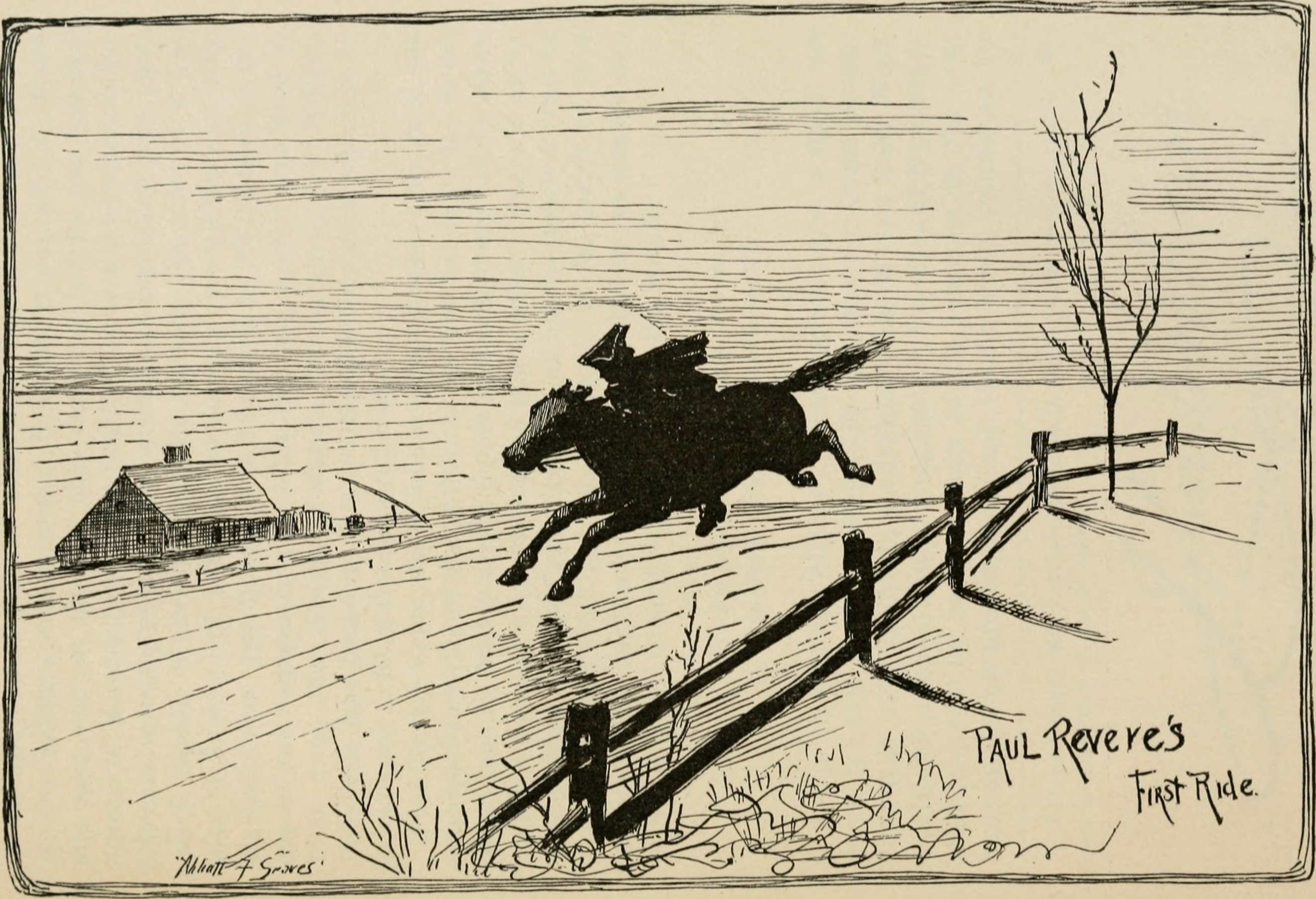
Chevauchée de minuit de Paul Revere.

- Chevauchée de minuit de Paul Revere.Paul Revere : Le meilleur orfèvre de Boston et un Whig important, connu dans l'histoire américaine pour sa chevauchée nocturne pour avertir les Minutemen de l'approche des soldats britanniques. Il avertit les Américains que les Britanniques marchent vers eux.
- James Otis, Jr. : Un avocat et architecte des idéaux de la Révolution américaine ; sa carrière a été raccourcie par des accès de folie causés après avoir été battu à la tête par un soldat britannique. Dans le roman, Otis inspire les dirigeants Whigs à se battre pour les droits de tous, pas seulement des Américains. Il prévient que certains donneront leur vie, préfigurant la mort de Rab.
- Gouverneur Thomas Hutchinson : Le gouverneur du Massachusetts avant l'occupation par l'armée britannique.
- Thomas Gage : général britannique et gouverneur militaire de Boston pendant l'occupation.
- John Pitcairn et Francis Smith : commandants britanniques aux batailles de Lexington et Concord.
- Josiah Quincy II (en) : Le jeune avocat et membre des Fils de la Liberté qui défend Johnny devant le tribunal lorsqu'il est accusé de vol par les Lytes.
- Docteur Benjamin Church : un médecin allié de Samuel Adams.

## Critiques
Kirkus Reviews a écrit : « C'est une lecture délicieuse, mais à la fin, cela semble laisser moins de sens de substance et de pérennité que son meilleur travail (Paradise et Paul Revere), mais pour moi, c'était plus satisfaisant que The General's Lady ou Mirror for Witches... ». Common Sense Media a déclaré que « cette histoire radicale de tuniques rouges et de révolutionnaires a beaucoup à offrir » et a fait remarquer : « Forbes, historienne, écrit avec détail et précision, imprégnant les événements historiques d'une vie et d'une passion qui font souvent défaut dans les manuels. ».

### Récompense
- 1944 : Médaille Newbery

## Publication
La première édition française sort aux éditions Bordas en 1947 :
- Esther Forbes (trad. Najean de Bévère), Johnny Tremain, Paris, Bordas, 1947, 237 p. (BNF 32116787)

## Adaptation
Le roman est adapté en film par Walt Disney Productions en 1957. Il est réalisé par Robert Stevenson, sur un scénario de Thomas W. Blackburn. Les rôles principaux sont joués par Hal Stalmaster (en) (Johnny Tremain), Luana Patten (Priscilla Lapham) et Richard Beymer (Rab Silsbee).